# Fate/Zero角色列表
Fate/Zero角色列表為TYPE-MOON與Nitro+合作發售的小說及《Fate/stay night》的前傳《Fate/Zero》登場的角色。
廣播劇與動畫版聲優皆相同。
※備註：香港版配音有now寬頻電視【now】與香港電視網絡【HKTV】兩種不同的版本。

## 「Saber」陣營
衛宮切嗣（配音：小山力也〔少年－入野自由〕（日本）；林谷珍〔少年－李明幸〕（台灣）；【now】陳冠宏／【港視】何偉誠〔少年－杜景煜〕（香港））
身高：175cm，體重：67kg，血型：AB型，出生日：11月11日
Saber的Master。悲剧人物。
被外界稱為「魔術師殺手」。覺得魔術與機械一樣，只是一種達成目標的手段。深愛著自己的妻子愛麗與女兒伊莉雅、在第四次聖杯之戰前九年被愛因茲貝倫家族收為女婿。對於招出Saber感到不滿，相比以騎士道自居的騎士，他更喜歡暗中行動的Caster或Assassin。
自幼抱有「正義的伙伴」的理想、但因為在現實不可能實現的願望而令他非常痛苦，經常因為自身理想和行動有所出入而氣憤。也因這種痛苦而令他心理變得脆弱和渴求聖杯，希望藉聖杯的奇蹟來根絕戰爭和實現持久的和平。
年少時因父親在艾明美戈島研究死徒時從而引發了滅村的悲劇，事後為避免相同的事情再發生而親手弒父。此後開始以「犧牲少數以拯救多數」為信條，在一次任务中以此原则用对空导弹击落养母娜塔莉亞所乘的飞机，自身悲痛异常。
具有火與土的雙重屬性。使用武器是卡利科950、湯普森爭奪者和瓦爾特WA 2000。代表愛因茲貝倫一族出戰，為了自身堅信的正義可變得冷酷無情，對目標貫徹到底不擇手段，能使用「固有時制御」。
「固有時制御」是一種可以控制時間加快減慢的固有結界，因為在体外釋放會招致地球意志蓋亞的修正使其無效化，故而維持它需要龐大的魔力。衛宮切嗣將其改良使固有結界僅存于自身體内，規避蓋亞的修正，令他可以加快或減慢自己的時間流動以做出人類不可能做出的速度，不過反動會令身體做成傷害。「二倍速」使用結束會感到疲憊並全身劇痛，「三倍速」使用結束會血管崩裂，肌肉纖維斷裂，「四倍速」使用結束內臟破碎……等等。「四倍速」所消耗的魔力十分龐大，對身體造成的傷害也萬分的巨大，因此「四倍速」是上限了。
屬於他個人的魔術禮裝為「起源彈」，以自己的第十二對肋骨制作而成的魔彈（動畫由娜塔莉亞製作），共有66顆。切嗣在參與聖杯戰爭前已經消耗了其中的37顆，而從中並沒有浪費任何的一顆。切嗣的起源為「切斷」與「結合」，即是破壞與修復，由於被修復了，但是修復不但不是復原，而只是胡亂地連接在一起，所以擊中部位將會喪失原有的機能，魔術師以全身魔力接觸的話則會使整個魔術迴路短路，最後變得沒法使用魔術。另外，魔彈的單純攻擊力也到達裝甲車也能打穿的地步、因此極難防禦。
在聖杯戰爭終期，與言峰綺禮對決時被聖杯釋出的黑泥浸過，進入精神世界遇見具有愛麗絲菲爾形態的聖杯的意識，其後聖杯的意識讓他看見其願望的真正結果，就是抉擇出最具有價值存活的一方。衛宮切嗣表示這不是自己所願并立刻拒絕，在极度痛苦中枪殺了女儿伊莉雅，又掐死了愛麗，後強行逃脫精神世界而被聖杯詛咒。
逃離精神世界後在絕望中使用2枚令咒，強制命令Saber使用聖劍破壞被黑泥所污染的聖杯，然而卻因為他對Saber下的令咒只有破壞聖杯的容器，導致黑泥自大聖杯的孔洞流出，破壞浸過的一切，反而造成冬木市的大火。
聖杯戰爭結束後，悔恨自己的弱小和无力，人生信條变為「能多救一個是一個」，收養了在災難中生還的衛宮士郎，並定居於冬木市中。其性格的變化讓日後的Saber形容簡直是判若兩人。雖然多次想把伊莉雅帶回，但因放棄聖杯的舉動被愛因茲貝倫家族視為叛徒，無法進入愛因茲貝倫城的結界而無功而返。
而為了阻止下一次的聖杯戰爭，在地脈裏設置了破壞大聖杯術式的機關，預計會在30～40年之間發動，以在下一個60年之前終結聖杯戰爭。然而因為這次的大聖杯中所儲存的剩餘魔力比過往還多，導致下一次的聖杯戰爭在短短十年後便再度舉辦。
最後因聖杯的詛咒使身體機能日漸衰退，於聖杯戰爭結束的五年後，把「正義的伙伴」的理想交托於養子衛宮士郎，其後在養子的注目下逝世，終年三十四歲。在士郎的要求下教導了他基礎的魔術，但因為沒預料到下一次的聖杯戰爭會在短短十年後再度舉辦，所以沒對士郎說過關於這方面的事，更從來沒想到士郎未來會參加聖杯戰爭。由於不是血親，所以也没有讓士郎繼承魔術刻印。死後十年後，其留下的起源彈被昔日在殺手時期的學生偷走，並用其追殺魔術師和士郎(因為他覺得士郎的出現令切嗣身為魔術師殺手的一面「死亡」/消失)。
衛宮切嗣亦在2015年手機遊戲《Fate/Grand Order》自2016年4月27日活動「Fate/Accel Zero Order （フェイト／アクセルゼロオーダー）」起以「Assassin」的職階登場，在遊戲中被描述為某個平行世界中因成為抑止之守護者作為和在人理燒卻的特異點被抑止力召喚來的「假設」而Servant化，寶具為「花開堪折直須折」和用在普通攻擊時的改做型M9刺刀「神秘轢斷」。
愛麗絲菲爾·馮·愛因茲貝倫（Irisviel von Einzbern，配音：大原沙耶香（日本）；李明幸（台灣）；【now】羅婉楓／【港視】陳凱婷（香港））
身高：158cm，體重：52kg，三圍：B85/W56/H84，血型：不明，出生日：2月1日
Saber的代理Master。推测为德国人。
愛因茲貝倫家為了聖杯戰爭而養育長大的人造人。衛宮切嗣的妻子，伊莉亞的母親。由於家族出身關係，完全沒有接觸外界。深愛、絕對信賴自己的丈夫切嗣，並支持著他的理想，即使那所代表的是自身的滅亡。
過去切嗣為了啟發愛麗絲菲爾的近代科學概念而買了一部梅賽德斯-賓士300SL給她的當玩具，讓愛麗練就一身高超的駕駛技術，但是本人完全沒有所謂交通規則的概念，開車時毫無限速。
自身具有高貴氣質的少女，這一點令Saber很喜歡，因此對於愛麗絲成為代理Master完全沒有異議。進入日本國内時的登記名字為瑪麗亞·湯普森（Maria Thompson），國籍為美國。
受到衛宮切嗣指示，把召喚Saber的寶具「遺世獨立的理想鄉」放進體內，在接觸Saber時即使重傷亦可瞬間回復；而因作為聖杯的容器，每一英靈戰敗後便回收從者的靈魂，亦因此會遂漸捨棄「不必要的人體機能」。但因有劍鞘在與Saber接觸時可減慢其崩潰。在聖杯戰爭後期，意識到因自己的使命已接近死亡，而把劍鞘取出交給切嗣。
其後因言峰綺禮與間桐雁夜聯手，雁夜消耗令咒使Berserker喬裝成Rider，抓走了愛麗絲菲爾。愛麗絲菲爾被言峰綺禮質問，衛宮切嗣所追求聖杯的理由；在綺禮得到答案後便把愛麗絲菲爾殺死。在死亡後愛麗絲菲爾進入了聖杯的內則與聖杯的意識接觸，後聖杯的意識繼承了愛麗絲菲爾的記憶。在回收戰敗Rider的靈魂後，已經死亡的愛麗絲菲爾其作為人形的外殼崩潰並露出在體內的小聖杯。
其後聖杯的機能「此世全部的惡」所釋出的黑泥浸過正在對決的衛宮切嗣及言峰綺禮。在精神世界中聖杯的意識以愛麗絲菲爾形態與衛宮切嗣邂逅。並讓切嗣看見他願望的結果。其後因衛宮切嗣拒絕聖杯以逃脫精神世界，由於刻錄下愛麗絲菲爾情感意識的聖杯因而詛咒衛宮切嗣，令切嗣終究因為意識到此世全部的惡真正意義而活在痛苦之中。
愛麗絲菲爾·馮·愛因茲貝倫亦在2015年手機遊戲《Fate/Grand Order》自2016年4月27日活動「Fate/Accel Zero Order （フェイト／アクセルゼロオーダー）」起以「Caster」的職階登場，在遊戲中被描述為「天之衣」並直接具有伊莉雅的能力，寶具為「謳歌吧，白色聖杯」；同時還有其相對型態、化作「Avenger」的「黑聖杯」，這時的寶具為「謳歌吧，黑色聖杯」、與附帶的搞笑劇情中自黑聖杯分裂出來的四個屬性的艾莉。
Saber
参照→『從者Saber』
久宇舞彌（配音：恒松步（日本）；傅暐霖（台灣）；【now】曾月娥／【港視】程文意（香港））
身高：161cm，體重：49kg，三圍：B75/W58/H77，血型：A型，出生日：7月7日
衛宮切嗣的女助手，在貧窮國家出生。年幼時就被接受士兵般的訓練，晚上被士兵輪姦（后曾怀孕生下一个男孩西格瑪），過着淒慘的日子而失去感情，隨後在戰場上被切嗣帶走。因為幼年期在徹底被剝奪人性的狀況下成長，沒有被確立個人自我的舞弥認為自己的一切都歸屬於衛宮切嗣。質問她是否愛著衛宮切嗣就等同於質問內臟是否愛著腦一樣，問題本身就是沒有意義的。
由於認為自己的一切皆屬於切嗣，對他的感情算不算愛人得視定義而定。另外，對切嗣來說，讓妻子為了完成聖杯而犧牲，不論別人怎麼說都是對妻子愛情的背叛，在這次的背叛中需要不會躊躇的自己。對他來說和舞弥的肉體關係就是背叛的先行演習，是為了讓自己保持堅強的自虐行為。
魔術的技術就實際上來說完全比不上正規的魔術師，不過不管多粗劣的道具都能成為致命手段才算的上職業殺手，就這個層面上來說她已經算的上個「危險的魔術使用者」了。有必要的話就算用烤雞店的竹籤也能夠殺人。
有喜歡吃甜點的裏設定存在，面無表情的在蛋糕店狂吃的行為已經被店員當作都市傳說之一，本人則是極力隱藏這樣的真面目。
使用武器是斯泰爾AUGA1、卡利科950和第二代格洛克17。
在保護愛麗絲菲爾時，遭到喬裝成Rider的Berserker所殺，死之前叮嚀切嗣不能為她感到傷心落淚，要為了愛麗絲菲爾留著，在切嗣對她說出使命已經結束了之後死去。
伊莉雅斯菲爾·馮·愛因茲貝倫（Illyasviel von Einzbern，配音：門脇舞以（日本）；傅暐霖（台灣）；【now】曾月娥／【港視】陳姻岐（香港））
衛宮切嗣與愛麗絲菲爾的女兒。和母親不同的是，她是切嗣與愛麗絲菲爾結合後所生，人造人與魔術師的混血兒，可說是奇蹟般的存在。還在胚胎的期間受人改造，在第二性徵出現前已停止發育。
伊莉雅從出現在母親肚子裡的那一刻開始，就被施加了無數次魔術處理，身體構造已經完全被比她母親更不似人類的成分所替代。她的存在可以說是愛因茲貝倫最高技術的結晶。
在伊莉雅出生了八年後，第四次聖杯戰爭開始。衛宮切嗣帶著愛麗絲菲爾前往冬木市參戰，留下年幼的少女在家鄉等候。衛宮切嗣臨行前向伊莉雅約定一定會回來。一直在家中等待父母回歸，最終卻等來父親背叛了家族、拋棄自己在外面另外收養一個小孩的消息。
實際上衛宮切嗣曾多次回來想接走伊莉雅，但因被詛咒侵蝕身體嚴重衰弱，無法突破愛因茲貝倫的結界。久而久之，伊莉雅對父親的思念轉變為憎恨。在知道父親已死的消息後，伊莉雅將這份恨意集中到父親在冬木市的養子衛宮士郎身上。
在《Fate/stay night》中為主要登場人物。
尤布斯塔哈依德·馮·愛因茲貝倫（配音：藤本譲（日本）；鍾少庭（台灣））
愛因茲貝倫第八代的族長。

## 「Archer」陣營
遠坂時臣（配音：速水獎（日本）；孫誠（台灣）；【now】劉文光／【港視】梁志達（香港））
身高：177cm，體重：68kg，血型：O型，出生日：6月16日
Archer的Master。
遠坂凜與遠坂櫻的父親，因為出生貴族關係而很高傲，自身價值觀認為魔術師就必定要有自豪感。本人為混血兒，母亲曾為艾德費爾特的雙子當家之一，在第三次聖杯戰爭後與其父結婚兼放棄當家的地位及魔术刻印，故此露維亞是他家族的遠親。
為了不埋沒女兒的才能而答應間桐臟硯的要求，將櫻送到間桐家中，他認為這樣做是為了具有魔術天賦的女兒幸福著想。另一方面，也希望避免其他魔術師對具有稀有魔術屬性的櫻出手，所以與其埋沒於平凡，不如讓她投身魔道更有安全保障。而由於魔術師的魔術原理都是各自家族的機密，所以他不會也不能知道間桐家魔術的詳情，所以他對櫻在間桐家會面臨到的遭遇完全一無所知。作為一個魔術師，他的選擇無可厚非，但作為一個父親，他無疑是不合格的。因為即便撇開間桐家魔術的異質性，遠坂家與間桐家終歸是聖杯戰爭的競爭對手，如此等同埋下日後女兒們互相殘殺的遠因。而對時臣來說，只要遠坂的血脈有一人能達到根源，那就是遠坂家的成功。如此的考量，凸顯出時臣作為魔術師的思考模式確實偏離了一般人。
作為魔術師的實力不容質疑，但比起他兩個天賦異秉的女兒，時臣是靠不斷的努力才達到今日的成就。擅長火屬性的魔術(但火屬性為最多魔术师擁有的屬性)，同時也是個使用寶石的能手。有在重大關鍵點失誤的毛病，不過跟自己未來的女兒不同的是平時幾乎沒這個問題，所以平常在妻女眼中時臣是個將她們迷得神魂顛倒的的完美男人。
但一旦有失誤就是足以致命的失敗，就如同在這次聖杯戰爭中原本安排的完美計畫的破滅與自身的敗亡都出於唯一的一項失誤—信任言峰綺禮。最後因自己從者與徒弟的特異性而敗北。因綺禮的背叛，被剛贈給他的代表信任與友誼的Azoth之劍從背後刺穿心臟所殺。
Archer
参照→『從者Archer』
遠坂葵（配音：伊藤葉純（日本）；傅暐霖（台灣）；【港視】杜翠翎（香港））
身高：160cm，體重：50kg，三圍：B78/W57/H82，血型：O型，誕生日：9月5日
遠坂時臣的妻子、遠坂凜與間桐櫻的母親，未嫁前原名禪城葵。
出生於數代前有祖先是魔術師的禪城家，現在雖然是和魔術無關的平民，但血脈中依然流動著優秀的遺傳因子。
處事方式以遠坂家為主，絕不因為私情而背叛時臣。對於轉讓女兒到間桐家也沒有發出半點意見。話雖如此，其實還是心愛著女兒(曾拜托雁夜多照顾在間桐家的櫻)及時臣(發現雁夜參加聖杯之戰後，只關心丈夫的安危，而忽略其參戰的理由正是為了解救處於水深火热的櫻)，而且對雁夜只有弟弟般的感情而已。
和女兒凜不同，她充分理解時臣有著非人類價值觀，卻仍然盲目的愛著丈夫。從某方面來說，她或許和時臣一樣有著巨大的扭曲也說不定。就算和雁夜結合多半也無法建立幸福的家庭。
後期言峰綺禮把殺害時臣一事嫁禍於間桐雁夜，葵因誤會雁夜殺害了深愛的丈夫而以憎惡的言語怒斥他，被因此而精神崩潰的雁夜錯手扼頸導致窒息缺氧，由於缺氧的後遺症傷害了大腦，因而變得精神錯亂，於數年後去世。
遠坂凜（配音：植田佳奈（日本）；雷碧文（台灣）；【港視】黃紫嫻（香港））
身高：124cm，體重：29kg，血型：O型，出生日：2月3日
遠坂時臣與遠坂葵的女兒，遠坂櫻(間桐櫻)的姐姐。因為聖杯之戰而被迫搬到母親娘家居住。作為遠坂時臣的女兒，遺傳父親的性格，同時也十分尊敬父親。對於作對父親弟子的言峰不抱好感。作為姐姐，十分思念和關心樱，在日後即使兩人不能以姊妹相稱，但也會時刻關注櫻的情況。
魔術屬性為稀有的「五大元素」Average One，理論上可以活用絕大多數已知的魔術。此優勢比櫻的虚數屬性更適合遠坂家的寶石魔术，促使櫻被時臣選擇放棄作為遠坂家的繼承者並過繼給間桐家。
遠坂時臣死後繼承家族的魔術刻印，成為遠坂家家主。並在遠坂時臣的葬禮中從言峰綺禮手中得到父親的遺物Azoth之劍，後來此劍被她轉贈衛宮士郎，成为他在第五次聖杯之戰中取勝的關鍵之一。
《Fate/stay night》是主要女主角之一。

## 「Assassin」陣營
言峰綺禮（配音：中田讓治（日本）；黃天佑（台灣）；【now】譚漢華／【港視】葉偉麟（香港））
身高：185cm，體重：82kg，血型：B型，出生日：12月28日
Assassin的Master。
遠坂時臣的弟子，曾經是教會的「代行者」。依照父親的命令以幫助遠坂時臣為目的參加聖杯戰爭。與一般人的感官不同，對他而言所謂愉快的事物皆為常人眼中的罪惡。因出生於宗教家庭使他長年以來都將自己的情感壓抑著，長年完全不帶價值觀的持中判斷使綺禮近乎沒有任何願望，因而無法理解沒有野心欲望和追求的自己為什麼會被選為Master。然而無論是身為父親的璃正還是身為老師的時臣，都沒有能夠看出綺禮的本質。
後期受Archer的語言誘惑下開始追求愉悅。聯同Archer背叛遠坂時臣，把遠坂時臣殺害。而Archer則成為言峰綺禮新的Servant。在與衛宮切嗣對決時一同被聖杯所釋出的黑泥所浸，看見了衛宮切嗣與聖杯意識的對話。衛宮切嗣逃脫聖杯的精神世界後，被衛宮切嗣從背後開槍射穿心臟所殺。因Archer被黑泥浸過不但沒有被吞噬，反而給予Archer新的肉體，魔力逆流到御主身上，加上黑泥填補綺禮的心臟，使綺禮復活。
對於冬木的大火，Archer認為是既然其他從者都消失了，聖杯由此推斷他們就是勝利者之故而造成的結果，Archer隱約中認為聖杯似乎能發現勝者真正之念願。言峰認為冬木市大火的慘狀就是自己內心所真正期盼的真實，雖然認同了Archer所言，並且為自己是此世間所有之惡所得到的結論而感到自己的人生無比諷刺，卻對自己在勝利前遺失了關於獲取勝利的片段而感到憤怒，產生想要追尋唯一真理解釋的慾求。
聖杯戰爭結束後留在冬木市的言峰教會中，成為遠坂凜的法定監護人，遵守與時臣約定照顧並教導凜直到成人。不過基於神父清貧的理財觀念下，不少遠坂家的財產因綺禮管理不當而流失。
Assassin
参照→『從者Assassin』
言峰璃正（配音：廣瀨正志（日本）；何志威（台灣）；【港視】黃志明（香港））
身高：179cm，體重：88kg，血型：B型，出生日：12月29日
言峰綺禮的父親。此次的聖杯戰爭擔任監督的神父，不過暗地裹卻幫助遠坂時臣取得聖杯。由於老來得子，加上兒子表現突出，對於兒子寵愛有加。
因作為本次聖杯戰爭的監督者，手臂上有過去三次聖杯戰爭所回收的令咒；因Caster陣營的所作所為影響到聖杯戰爭的進行，以赠予参加caster讨伐的所有master一枚额外令咒作為獎賞，發出對Caster陣營討伐的消息。
後來肯尼斯向教會申請討伐Caster報酬獎賞，雖然不願意把令咒分給時臣以外的陣營，但出於教會體面，也需言出必行。而Lancer在討伐Caster過程也確實發揮了重要作用，因此將令咒給了本來已經失去Master資格的肯尼斯。但肯尼斯在取得令咒重新成為Master後，璃正被肯尼斯使用手槍殺害。死前留下暗號，把手臂上所回收的令咒全都給了兒子綺禮。

## 「Lancer」陣營
肯尼斯·艾爾梅洛伊·阿其波卢德（Kenneth El-Melloi Archibald，配音：山崎巧（日本）；孫誠（台灣）；【港視】翟耀輝（香港））
身高：181cm，體重：62kg，血型：B型，出生日：4月11日
Lancer的Master。
英国人。同時其有風與水二種屬性，還精通降靈術、召喚術與炼金術。在時鐘塔擔任降靈科的一級講師兼君主，為了增加知名度而參加聖杯之戰。雖然是韦伯·維爾維特的導師，卻十分討厭他。與降靈科君主的女兒索菈烏訂有婚約。雖然是政治婚姻，但他是真心喜歡索菈烏的。
「月靈髓液」是他的魔術禮裝之一，利用魔術化的水銀進行防禦、攻擊、搜索三項合一的禮裝。搜索是放出水銀，利用觸覺感應週遭的變化蒐集情報；攻擊是利用水銀凝聚成鞭狀打擊目標，具有比擬刀刃的攻擊；防禦是把水銀變化成薄膜抵擋攻擊，由於利用流體力學的原理因此無法防禦劇烈變化的攻擊。
與衛宮切嗣對決時被衛宮切嗣禮裝的起源彈所擊中，從而失去了所有魔術回路，亦導致四肢嚴重傷害不能再繼續參與聖杯戰爭。
原先因索菈烏對Lancer表現出有愛慕之情以及Lancer在倉庫街初戰與Saber訂立無謂的騎士道精神，開始對Lancer的忠誠及實力起疑和不滿。再加上昏迷時在夢中看見Lancer與格拉妮亞私奔的傳說，更加認為Lancer不是值得信任的傢伙。
肯尼斯在癱瘓後因令咒的擁有權與索菈烏爭論，被索菈烏折斷手指威逼，強奪了Lancer的令咒。後期阿其波盧德家向一名住在日本的人偶師（推測為蒼崎橙子）花費巨資以換得雙手義肢給已經四肢癱瘓的肯尼斯，但肯尼斯仍要坐在輪椅上活動。
因Lancer討伐Caster有功，到教會向璃正神父申請獲得作為討伐Caster報酬獎賞而回到戰線，在獲得一枚令咒後因意識到自己陣營已處於劣勢為防止其他陣營也獲得報酬獎賞而使用手槍把璃正神父殺掉。
因衛宮切嗣的計謀，衛宮切嗣派久宇舞彌綁架了在未遠川Caster暴走事件落幕後的索菈烏；也使肯尼斯對Lancer的誠信關係完全破滅，大罵Lancer無能及認為他慫恿索及誘惑索菈烏離棄自己。
而當Saber與Lancer對決時，衛宮切嗣帶同已經昏迷的索菈烏出現在肯尼斯旁，作為人質威逼及警告肯尼斯。切嗣然後拿出具魔術效力所約束的自我強制條文作保證，承諾永不殺害及意圖傷害艾爾梅洛伊及索菈烏，但條件是使用令咒命令Lancer自殺。肯尼斯在家族名譽及愛人生命兩難決擇下，考慮到自己也不會獲得勝利，同時自己能與索菈烏可以活下去，最後同意使用令咒命令Lancer自殺以退出本次戰爭。
但最後卻被埋伏暗處的久宇舞彌用斯泰爾AUGA1把肯尼斯連同昏迷的索菈烏一起狙擊亂槍射中。死前因痛苦而請求衛宮切嗣殺了他，但衛宮切嗣基於條文所作的「承諾」而拒絕要求；Saber看不下去，持劍把肯尼斯的頭斬下以結束他的痛苦。
肯尼斯死後，艾爾梅洛派系一度衰落，其家族也由分家阿其佐爾提家所取代。其教室由礦石科降至現代魔术科，完全違反貴族派系的原則。君主之名更由他最看不起的學生——韋伯所暫時繼承，被義妹萊涅斯奉為義兄和導師。這一切對生前的他而言可謂極大的諷刺。
Lancer
参照→『從者Lancer』
索菈烏·奴阿薩蕾·索菲亞麗（Sora-Ui Nuaba-Re Sophia-Ri，配音：豐口惠（日本）；李明幸（台灣）；【港視】曾秀清（香港））
身高：165cm，體重：52kg，三圍：B88/W56/H84，血型：O型，出生日：8月19日
英国人。時鐘塔降靈科君主的女兒。對Lancer有愛慕之情，即使自身具有抵禦魔貌的能力。
Lancer的Master，但本身只負責供給魔力，並不擁有令咒。故事後期強奪艾爾梅洛伊的令咒希望佔有Lancer。
其後被久宇舞彌和衛宮切嗣綁架，最後在昏迷中被久宇舞彌亂槍掃射，連同艾爾梅洛伊一起被殺害。

## 「Rider」陣營
韦伯·维爾维特（Waver Velvet，配音：浪川大輔（日本）；何志威（台灣）；【now】簡懷甄／【港視】黃榮璋（香港））
身高：157cm，體重：50kg，血型：B型，出生日：10月3日
Rider的Master。《Fate/Zero》唯一一个获得善果而且倖存的御主。
英国人。時鐘塔的學生之一。因為家族的魔術師背景只到三代(雖然家族有魔術刻印，但外祖母實為魔术师的情婦，故此他從母亲繼承的魔术並非出身名門，實力和地位與新世代魔术师無異)，經常被其他家族和導師看不起，當時在時鐘塔的友人只有調律師梅爾文·威因茲。因為不滿導師行為，偷走導師肯尼斯的關連物，向梅爾文借錢買機票，以前往冬木市參加第四次聖杯之戰表現實力。不喜歡滿身肌肉的巨漢，卻不得不面對超級壯碩的Rider。是一個「堅信自己是天才的傢伙」。
雖然參加了聖杯戰爭，但還是對於其他對手造成的血腥場面有極大的畏懼，這也造成「Rider是否有看不起自己，甚至是離他而去」的想法。在Caster事件結束後，用所有的令咒對Rider分別下達「一定要獲得勝利」、「一定要得到聖杯」、「要奪取全世界，絕對不允許失敗」的命令，放棄Master的身分，提升Rider的魔力，但是Rider卻以「就算不是自己的Master，也是自己的朋友」為理由要韦伯一起戰到最後一刻，最後受到感動的韦伯抱著決心，與Rider一起對決Archer。在「王之軍勢」遭到Archer瓦解後，Rider命令韦伯「活下去」，最後Rider戰死在Archer的手上。Archer對韦伯問起「為何不替他報仇」，他以「贏不了」和「自己是Rider的臣下，被下達活下去的命令」为由。由於韦伯手上已經沒有令咒，不再是參加聖杯戰爭的Master之一，Archer也敬重征服王的為人，最後Archer對韦伯說出「你的忠心值得讚揚，要永遠牢記此時的心志」後離去。
為當屆聖杯戰爭少數存活的Master之一，因受到Rider的鼓舞而獲得相當大的成長，在聖杯戰爭結束後為擴展自己的眼界而去環遊世界，期間萌生教育年輕魔術師的念頭。回歸英國後，向友人梅爾文再次借钱並抵押自家魔术刻印，以買下艾爾梅洛教室，接手無人擔任現代魔术科，以教授新世代或出身沒落名门而實力不足的魔術師為主(後来更有出身名門的問題學生加入，例如:遠坂凛和露維亞)，重振因當家身亡而差點沒落的阿其波盧德家族。
肯尼斯死了以後，整個艾爾梅洛伊派系分崩離析，阿其波盧德家數世代累積下來的財產幾乎都被掏空，只留下大量的負債與艾爾梅洛伊的名號。最後艾爾梅洛的繼承人是「當時年歲尚幼、居於阿其波盧德家末席的少女」——萊尼斯·艾爾梅洛伊·阿其索爾特，也是肯尼斯的義妹(但肯尼斯生前恐怕沒有與她有什麼深厚的交情，因為她出身的分家在艾爾梅洛伊派系的地位不高，而她在肯尼斯離世時也僅有5歲，只因肯尼斯為前任君主，故此在名義上也尊他為義兄)。少女鑒於韦伯重建阿其波盧德家的功績、以及「如果讓家族又沒落了那可就是你的錯，所以你一生都要服侍我在左右」的這種想法，賜予韦伯「艾爾梅洛伊二世」之名以作束縛，要求他在未償還艾爾梅洛的債務及修复全部的魔术刻印前不得離開，並讓他成為自己的義兄及老師。日後韦伯成為伦敦時鐘塔时最著名的導師——领主艾爾梅洛伊二世，也是未來远坂凛到時鐘塔留学時的導師。
雖然自身使用魔術不是很在行（韦伯一直停留在「四阶级」这个平庸的魔術師阶位，出外遠行參加魔术师聚会必定要本身持有亞瑟王Saber遺留寶具、出身她遠房親戚家族的後人兼守墓者的內弟子格蕾同行作護衞），但對指點並且激發學生潛力這點上很有心得。他所指導的學生幾乎無一例外的都成為了傑出的人才。後来更從天體科君主之女奥爾加瑪麗口中得知冬木聖杯為殘次品的事实，促使他多年後再次前往冬木市，參與大聖杯解體的決心。
在第五次聖盃戰爭約十年後造訪了冬木市，與當時的遠坂家當主兼其學生凛一同出馬進行大聖盃的完全解體。由於魔術協會策劃復興大聖盃，造成雙方完全對立，在堪比聖盃戰爭的大騷動後，大聖盃成功解體。冬木市的聖盃戰爭，在此迎來完全的終結。
Rider
参照→『從者Rider』

## 「Berserker」陣營
間桐雁夜（配音：新垣樽助（日本）；鍾少庭（台灣）；【港視】郭俊廷（香港））
身高：173cm，體重：55kg，血型：AB型，出生日：3月22日
Berserker的Master。
間桐慎二的叔父。和遠坂葵為青梅竹馬，對葵一廂情願的單相思，即使葵已經嫁入遠坂家，但對沒喜歡自己的葵仍念念不忘。因著愛葵的因素，不忍其女兒櫻再續待在間桐家被改造，故跟臟硯約定若他贏得聖杯，需把櫻送回葵的身邊，以對遠坂時臣和間桐臟硯的怨恨作為參戰原動力。
本身具有成為魔術師的資質，但早年逃離間桐家，沒受正規魔術師訓練的他，遲至第四次聖杯戰爭前一年才決定參戰，起步太晚，臟硯遂在他體內植入「刻印蟲」，使其魔力迴路速成，不過也因為這關係而令身體腐化，到聖杯戰爭開戰時只剩下1個月的生命。雁夜的魔力迴路是由「刻印蟲」形成，Berserker在戰鬥時所需的魔力都由「刻印蟲」啃咬他的身體而提供，令他感到極深的痛楚。
與時臣的正面對決中，幾乎死於時臣的「密集火葬」（Intensive einascherung），但因言峰綺禮的反叛之心將他救起送回間桐家，獲得間桐臟硯治療，在第20話當中並強迫他吞下奪取遠坂櫻之處女血的淫蟲，藉以繼續維持Berserker狂暴化的魔力。
雖有殺害時臣之心，但時臣之死是被言峰綺禮所嫁禍，綺禮故意安排讓葵撞見時臣的屍體及在當場的他。無法承受葵憎惡目光的雁夜，否定眼前因喪夫的極度憤怒對其怒斥的是真正的葵，因葵不明真相的粗暴斥責而精神崩潰，使力扼葵的頸，想將“偽葵”抹除殺害掉。等雁夜反應過來時，心愛之人已經因為長期缺氧而昏迷。
在全身刻印蟲因Berserker的暴走而不堪重負全部死亡後，雖靠意志忍受痛苦回到間桐家地下蟲倉，試圖救出櫻，然則雁夜本身無論精神和肉體也已油盡燈枯，支撐不住倒在櫻的面前死去，屍體亦被蟲給吃掉。
Berserker
参照→『從者Berserker』
間桐臟硯（配音：津嘉山正種（日本）；黃天佑（台灣）；【港視】郭立文（香港））
間桐家的主人，間桐雁夜之父（書面上）。實際是年齡不詳的老人，因為害怕死亡而希望得到聖杯令他得到不死之身。是使用刻印蟲的專家。起源於一個「瑪奇利・佐爾根」的近代魔法師，是聖杯戰爭的發起人之一。從者系統的提案者，也是令咒的製作者。
為了繼續參與聖杯戰爭而留在日本，但日本的土地似乎和其魔術師的血脈不合，以至後代的魔術回路日漸減少。因為要融入當地，本來的名字馬奇利轉化為日本姓氏間桐，反而是原本的姓氏變成了名字臟硯。
而現在的臟硯其實是被這個「瑪奇利・佐爾根」轉移了人格和記憶的別人（類似轉生術），真正的「瑪奇利・佐爾根」早已逝世，現在是被轉移了兩至三代的。
在聖杯戰爭開始前一年，向遠坂家當主遠坂時臣提出要收養其次女櫻作為繼承人的要求。時臣在考慮這樣對無法繼承遠坂家魔術的櫻比較好，也能令櫻有機會以間桐的魔術達到根源，加上這樣就不會有其他魔術師覬覦櫻的特殊屬性後就答應了。
在聖杯戰爭結束後暗中收集了聖杯的殘骸，並將其移植到櫻的體內，將櫻改造成只屬於間桐家的黑聖杯。
間桐櫻（配音：下屋则子（日本）；李明幸（台灣）；【港視】駱慧怡（香港））
身長：120cm，体重：25kg，血液型：O型，誕生日：3月2日
本名是遠坂櫻，與凜是姐妹，本身是因父母擔心凜小时候的病痛會令她早逝而誕下的候補繼承人。由於間桐家要求讓渡擁有魔術迴路的人當繼承人，因此遠坂櫻成為了間桐櫻。
受到間桐臟硯以「刻印蟲」改造，使其適合接受間桐家的魔術，從裡到外都被蟲子侵犯、改造，強硬修改魔術迴路的結果，令原本的黑髮藍瞳轉變為紫髮紫瞳，魔術屬性從原有的“架空元素·虛數”屬性強行更改為間桐家的“水”屬性。
在雁夜試圖救出櫻時，雁夜因已經支持不住而死，間桐櫻在旁也只冷冷看著被吃掉的雁夜；也使櫻堅信這就是背叛間桐家的下場。
《Fate/stay night》是主要女主角之一。
間桐鶴野（配音：鳥海勝美（日本）；鍾少庭（台灣））
間桐雁夜的哥哥和慎二的父親，也是櫻的義父。（名義上）間桐家現任家主。

## 「Caster」陣營
雨生龍之介（配音：石田彰（日本）；鍾少庭（台灣）；【now】蔡忠衛／【港視】何承駿（香港））
身高：174cm，體重：65kg，血型：B型，出生日：1月31日
Caster的Master。
變態殺人魔，喜歡通過殺人體驗死亡。對聖杯沒有興趣，參加聖杯之戰單純是意外。
在冬木市的一家四口兇案現場中被無意間召喚出Caster。當時召喚出的Caster將四口中僅存的男孩以殘酷的方式虐殺，使他很喜歡Caster的殺人手法，讓他當場拜Caster為師，更因此跟著Caster到處殺人。
特別喜歡殺害小孩，欣賞內臟的色澤，在地下水道的祕密基地中，製造了由小孩屍體和內臟堆積而成的「人體鋼琴」（活生生將小孩腸子拉出，並釘在桌上，按下不同部位，讓小孩發出不同的慘叫聲，TV版刪去此畫面），令前往攻擊的韦伯看見此設施，承受不住而大吐特吐。
思想特異，認為神愛世人也包括惡人，而身為反派角色的自己和Caster，更必須盡責地在神的舞台上盡情表現殺人的罪惡。
最後Caster在未遠川暴走事件中，在未遠川岸邊欣賞Caster的傑作時，被衛宮切嗣的瓦爾特WA 2000狙擊所殺，臨死前發現，其實自己根本不需要殺人，因為最美麗的鮮血色澤其實早存在自己身上。
Caster
参照→『從者Caster』

## 從者／英靈
- 聖杯為了令英靈容易定位而設定，在戰爭中有七個職階，每個職階只存在一名英靈。當中的Saber、Lancer、Archer、Rider可以由任何合乎屬性的英靈擔任。
- Assassin則是固定由阿薩辛派的刺客擔任。
- Berserker則是任何英靈都可擔任，召喚方法是在召喚咒語當中加入狂化屬性的咒文。
- 每一個職階除了特殊的共同特性外，聖杯也會付加職階技能，技能高低則由他們的能力與御主的素質來決定。
- 每種職階的英靈也有特殊的共同要素。其中Saber、Archer、Lancer因為有著優秀的「對魔力」職階技能，因而被稱為三騎士。

劍兵（Saber）
剑之骑士，符合的英灵自然要有与剑之骑士相称的传说，亦被要求魔力以外的能力值皆为最高等级。
职阶能力是对魔力和骑乘。另外，符合的英灵大多有着瞬间攻击力优秀的特长。
弓兵（Archer）
弓之骑士，以宝具的强大为特长的职阶，条件并非能力值的高低，而是具有强力射击武器，或者与射击武器有关联的特殊能力。
作为侦察兵的素质也很高，除拥有作为骑士的对魔力之外，还有单独行动的职阶能力。
槍兵（Lancer）
枪之骑士，苛刻的合适条件仅次于Saber。全体能力值优秀，并且敏捷必须要高。
理所当然，要擅长发挥枪击范围和速度的一击脱离战法。包括很多出身骑士的英灵。
騎兵（Rider）
骑兵，具有与某个乘坐物（不只限于生物）有渊源的传说的英灵适合此职阶。
有能力值比三骑士低的倾向，不过这能以传说中描述的坐骑的性能补救。职阶能力除了对魔力外，还拥有非常高等级的骑乘。
魔術師（Caster）
魔术师，合适条件也只有魔术的能力值达至最高等级。由于这个特性，符合的英灵的战斗能力都较低。
而且由于Servant大部份都具备对魔力的职阶技能，所以被评价为最弱的职阶。
暗殺者（Assassin）
暗杀者，符合的英灵只有历代的哈桑．萨巴赫，会召唤出其中的某个。全体成员均没有作为英雄的辉煌传说，因此能力值低下。
作为职阶能力拥有气息遮断，活用此能力的战斗方式将会成为救生索。
狂戰士（Berserker）
狂战士，曾在战斗中疯狂的英雄适合此阶位。通常Servant能够发挥原始英灵的性能就是理想的状态。
但是“狂化”会以剥夺理性为交换，对Servant进行超越英灵性能的强化。本来是强化弱小英灵的职阶。
Saber（配音：川澄綾子（日本）；雷碧文（台灣）；【now】莊巧兒／【港視】王慧珠（香港））
真實身份為不列顛傳說的騎士王－亞瑟，真名為「阿爾托莉雅·潘德拉貢」。
性格忠誠可靠。特别喜歡獅子。渴望得到聖杯，並拯救不列顛滅亡的命運。
相當遵循自己的騎士道，但和切嗣的想法對立，認為切嗣的謀略是卑鄙之舉。和Lancer有著騎士之約，相信兩人最終會以騎士般的光榮對決，但最終被切嗣利用，見識到切嗣殺死肯尼斯手法後，與切嗣關係決裂。
最後在兩道令咒的命令下擊毀聖杯，消失前懊悔著自己連最近的人們（圓桌騎士、蘭斯洛特等人）都不了解，我又如何憑這三道令咒了解他（切嗣）。最終回到卡姆蘭戰役結束之時的山丘上。
進入日本國内時的登記名字為埃莉絲·沃特森（Elise Watson），國籍與愛因兹貝倫一樣同為美國。
職階技能：
- 對魔力：A

对A级以下的魔术全部免疫。实际上，现代的魔术师完全无法伤害Saber。
- 骑乘：A

可以自由驾驭除幻兽·神兽等级以外的所有野兽及交通工具。
固有技能：
- 直感：A

战斗时，总是能“感觉”到对自己最合适的展开的能力。
敏锐的第六感已经接近于预知未来。
干扰视觉、听觉的妨害对其效果减半。
- 魔力放出：A

使武器或自身的肉体附上魔力，在瞬间将其放出时能力会得到提升。
- 統御力：B

能够指挥军队的天生才能。领导力是稀有的才能，即使对一国之君来说B级也足够了。
持有的寶具：
- 風王結界（Invisiable Air）

等級：C
性質：對人寶具
不可视之剑。虽然简单，但在白刃战中能发挥出极大的效果。是被强力魔术所守护的宝具，剑本身并不是透明的。
- 誓約勝利之劍（Excalibur）

等級：A++
性質：對城寶具
光之剑。并非是人造的武器，而是星隕所锻造的神造兵器。在圣剑的范畴中也是立于顶点的宝具。是将所有者的魔力转化为“光”，通过压缩·加速增加运动能量，使神灵级魔术的行使成为可能的圣剑。
- 遺世獨立的理想鄉 （Avalon）

等級：EX
性質：結界寶具
展开剑鞘時，将自身置于妖精乡中后就可以排除六次元以下的干涉，不過使用者也無法對外部進行干涉。該寶具因被Saber遺失，因此是存在於現世的寶具，也是此次聖杯戰爭中衛宮切嗣用來召喚Saber的媒介。
Archer（配音：關智一（日本）；黃天佑（台灣）；【now】蔡忠衛／【港視】郭立文（香港））
真實身份為英雄王－吉爾加美什，為蘇美傳說中烏魯克的國王。完全是一個自大狂妄、自我中心的英靈。
喜歡以「雜種」代替「你」作為稱呼。對Saber抱有特殊的執著。于《Fate/Zero》小说第四卷时向saber求婚，但被拒绝。
最後被聖杯所釋出的黑泥浸過，但英雄王作為王者的氣質使這些原本否定一切的詛咒黑泥也無法把他吞噬，反使黑泥把給予了新肉體而留在現世。位於英靈頂點的最強英靈，是對英靈戰的絕對強者，認真起來是第四、五次聖杯戰爭中無敵的從者。
職階技能：
- 對魔力：C

能够将咏唱少于两节的魔术无效化。但无法防御大魔术、仪式咒法等大规模魔术。但因為王之財寶內部對付魔術的防禦道具，因此對魔力不高對其並未有實質影響。
- 单独行动：A

即使Master不在也能够行动。但在使用宝具等需要消耗庞大魔力的场合则需要Master的支援。
固有技能：
- 黃金律：A

擁有源源不絕的財運，不用為了花錢而煩惱。
- 統御力：A+

能够指挥·统帅大军团的才能。到这种程度已经不是人望，而是属于魔力或诅咒了。
- 神性：B（A+）

虽然拥有最高的神灵适性，但由於吉尔伽美什本人讨厌神，所以等级下降了。
持有的寶具：
- 王之財寶（Gate of Babylon）

等級：E～A++
性質：對人寶具
距離：－
最大捕捉：－
与黄金之都相连的钥匙之剑。能够连通空间，自由地取出宝物库中的道具。可以说是使用者的财宝越多，就越强力的宝具。最常使用的方法是將武器像箭一樣投射出去，但實際上正確的用法應該是針對英靈生前事蹟使用對應的剋制寶具。
其在內的物品並非只有武器，還有其他像是美酒之類的寶物。
- 天地乖離開闢之星（Enumaelish）

等級：EX
性質：對界寶具
傳說中開天闢地的劍。因压缩而互相冲突的风压断层形成的攻击将所有敌人粉碎。除非使用抗范围攻击的AC或用同等级的伤害来抵消，否则无法防御。本身与誓約勝利之劍同等威力，但是如果有宝物库内宝具的強化的话，EA威力还能再大幅提升，能夠粉碎一切的剑。
Lancer（配音：綠川光（日本）；鍾少庭（台灣）；【now】簡懷甄／【港視】伍博民（香港））
真實身份為愛爾蘭神話英雄－迪爾姆德·奧迪那。
眼睛右下角有一顆痣，能夠令女性無條件愛上他。很著重騎士道，是以個人名譽而戰鬥的男人。其願望是與他在生前一樣，作為一個效忠主人的騎士並盡忠到最後。但肯尼斯對他的理想不以為然。索拉烏對Lancer傾心而使肯尼斯更加猜忌Lancer，導致直到最後都沒有成功。
具有Saber職階的適配性，以Saber職階顯界時是更為強調『神話、傳說中的英雄』的側面，身為『騎士』的自覺尤其強烈，會毫不顧忌地表達自己期待、渴望與強敵戰鬥的心情，且能控制固有技能【愛之淚痣：C】。雖然更加強大，但在召喚時的消耗與難度比身為Lancer時更高。無論召喚者的實力有多麼強大，只要不滿足特定的條件，甚至可能無法作為靈基成立而煙消雲散。
在聖杯戰爭吸引Saber出來挑戰她，並在跟Saber的第一場戰鬥中用必滅的黄薔薇刺傷Saber的左手，後來在Rider與其他從者的亂入而使決鬥被迫中止。在Saber受到Berserker襲擊時，Lancer表示不想乘人之危。肯尼斯卻決定用令咒逼使Lancer夾擊Saber，但Saber得到Rider的幫助而逼退了Lancer和Berserker。
將Saber視為自己的好對手。在Saber遭到Caster的魔物用觸手纏住時出手解救Saber，其後兩人聯手對抗Caster。但因為肯尼斯被切嗣重傷而撤退。
肯尼斯重傷以後，索拉烏以威脅逼使他將Lancer的主權交給她，肯尼斯在他重傷的情況下被逼把令咒交給她。但Lancer表示肯尼斯還是他的Master，不肯效忠索拉烏，最後Lancer在索拉烏聲稱將幫肯尼斯奪得聖杯的情形下還是決定繼續履行Servant的義務。
在未遠川一戰中，Saber和Caster的巨型章魚魔物交戰時，Lancer為幫助Saber而不惜折斷必滅的黄薔薇以恢復Saber的左手，讓Saber可以使用誓約勝利之劍消滅巨大海魔與Caster。同時亦使用破魔的紅薔薇打退了擾亂的Berserker。
在未遠川一戰事件落幕後，因為沒有與索拉烏定下正式的契約，沒辦法感覺到對方的氣息，使得她被舞彌綁架。在肯尼斯的猜忌與嫌棄下大罵自己的無能而感到痛心。
其後Saber來到其藏身之地挑戰Lancer，本想與Saber兩人在無人打擾的情況下來一場騎士之間的決鬥，卻因為切嗣的策略下被肯尼斯用令咒強制自殺，以怨恨的喊叫詛咒聖杯與眾人之後便消失殆盡。
職階技能：
- 對魔力：B

能够将咏唱少于三节的魔术无效化。即使使用大魔术、仪式咒法等也难以对其造成伤害。
固有技能：
- 心眼（真）：B

從修行、經驗中所得到的能力，就算穷途末路，也能导出从中生存下来的方法的战斗逻辑。
- 愛之淚痣：C

通过带有魔力的痣诱惑异性。与迪爾姆德对峙的女性会对他产生强烈的爱意。可以用對魔技能回避。
持有的寶具：
- 破魔的紅薔薇（Gae Dearg）

等級：B
性質：對人寶具
距離：2～4
最大捕捉：1人
迪爾姆德所持有的兩把槍中較長的紅槍——能够使魔力形成的防御无效化的长枪。由愛與青春之神同為最強的德魯伊——安格斯贈與愛子的魔槍。槍身上刻畫著盧恩符文，意為：「紫衫」、「束縛」、「贈禮」、「樺」、「軍神」。
由魔力编织成的防具在这把枪的攻击面前没有任何效果，施放在武器上的魔术强化在与Gae Dearg兵刃相交时也會被消除，完全无法发挥作用。实际上，是只能用物理手段防御的“宝具杀手”之枪。但无法颠覆过去已经结成的契约和诅咒，以及已经完成的魔术效果。
- 必滅的黄薔薇（Gae Buidhe）

等級：B
性質：對人寶具
距離：2～3
最大捕捉：1人
迪爾姆德所持有的兩把槍中另一把較短的黃槍——能够造成无法回复的伤害的诅咒之枪。由大海之神同為迪爾姆德師匠的馬納南鑄造並贈予。槍身上刻畫著盧恩苻文，意為：「成功」、「冰雹」、「贈禮」、「樺」、「軍神」。
这把枪造成的伤害直接削减HP上限，所以无论何种治疗魔术和再生能力都只能回复到“负伤后的状态”。由于驱散负面效果是不可能的，所以为了破除诅咒只有将Gae Buidhe破坏，或者杀掉使用者迪卢姆多。
Rider（配音：大塚明夫（日本）；林谷珍（台灣）；【now】劉文光／【港視】黃志明（香港））
真實身份為征服王－伊斯坎達爾，史稱為亚历山大大帝。
是一名可用“豪放不羈”形容的男人，身高更高達2m。性格是典型的豪傑型，完全欠缺從者與御主關係的常識。想要征服世界，聖杯只是他長遠計畫的一環。在戰鬥中途甚至招募其他從者作為手下，共同征服世界，還可以討論待遇。希望能夠親眼看到俄刻阿诺斯，即使經過了兩千年的歲月，依舊懷抱同樣的夢想。
在Saber和Lancer的第一次對決中突然出現，雖然試著說服兩名從者加入自己的軍隊，但被兩人否決，在見識到Archer和Berserker的能力後，由於看不慣Lancer的Master的舉動而展開突擊，以神威車輪拯救了陷於二打一危機中的Saber。
由於韦伯想調查冬木市中央河流，因此叫Rider出去河川取水。隨後確定Caster工房位置以後便帶韦伯一起去Caster的工房。在Caster工房中見到令人不忍卒睹的景象，同時也遭遇到應該已經死去的Assassin，在解決掉一名Assassin後，以神威車輪帶有的雷霆摧毀Caster的工房。
在三王酒宴中遠坂時臣為了逼出Rider的王牌，指示言峰綺禮用令咒將剩下的全部Assassin襲擊Rider，因而令Rider使用寶具—固有結界王之軍勢，而原本靠人數佔優勢的Assassin在掃蕩以下全滅。
在聖杯戰爭最後階段，在言峰的計謀以下，因Berserker喬裝成Rider捉走愛麗，而使Saber追錯目標與其對決，在誓約勝利之劍的攻擊下因而失去了神威車輪。後來在與英雄王的對決中，韋伯一連使用3個令咒使Rider的魔力大幅增強，在其後Rider便與英雄王展開最終決戰。
但所展開的王之軍勢被英雄王的天地乖離開闢之星所擊破；在命令韦伯「活下去」後便騎著愛馬衝上去挑戰英雄王。但當劍快斬到英雄王時被天之鎖鎖住，後被乖離劍貫穿胸膛。
其後英雄王認同了征服王，在死之前理解到胸中的雀躍才是俄刻阿諾斯的海潮之聲，而征服王亦帶著遺憾但滿足的心情而消失。本來想對Saber說些事情也來不及說了。是唯一知道Archer真實身分的英靈(因為他生前曾征服及死於英雄王的領地--巴比倫，早就聽聞這位最古老的王者)。
職階技能：
- 對魔力：D

可將詠唱是一節以下的魔術無效化，和一個護身符的效果差不多。
- 騎乘：A+

所有野獸，包括幻獸、神獸均可靈活駕御行駛，但不適用於頂點的龍種。
固有技能：
- 統御力：A

能够指挥大军团的天生才能。A级大体是人类所能获得的最高人望了。
- 戰略：B

在并非一对一的战斗，而是动用大量人员的战场上的战术直觉。在自身对军宝具的使用和对抗对方的对军宝具时能获得有利的补正。
- 神性：C

虽然没有明确的证据，但许多传说中都流传着他是最高神宙斯之子的说法。
持有的寶具：
- 遥远的蹂躏制霸（Via Expugunatio）

等級：A+
性質：對軍寶具
——使用宝具“神威车轮（Gordias Wheel）”的蹂躏式跑法。神牛的蹄和战车的车轮形成两次伤害判定。无论哪次攻击，除了物理伤害以外还有象征宙斯显现的雷击效果的追加伤害。
- 王之軍勢（Ionioi Hetairoi）

等級：EX
性質：對軍寶具
EX級對軍寶具，獨立Servant的連續召喚。——死后仍宣誓效忠伊斯坎达尔、与君主一同英灵化的近卫军团作为Servant降临于现界。不過召唤出的都是没有Master的Servant，但各自都拥有相当于E-等级的“单独行动”技能，最多能在现界停留30回合。召喚出的Servant會與亞歷山大共同支撐起以沙漠為地形的固有結界，然後以數萬的軍勢蹂躏對手。原作中招換出來的是騎兵，不過動畫還自創了步兵，與原作有些微的不同。
Caster（配音：鶴岡聰（日本）；孫誠（台灣）；【now】陳冠宏／【港視】翟耀輝（香港））
自稱為藍鬍子，真實身份為－吉爾·德·莱斯男爵，聖女貞德的戰友。
貞德的死讓他對過去的信仰產生懷疑，此後個性大變，開始崇拜惡魔，並連續殺害其領地內的數名男童，八年後被處死。聖杯戰爭開始後，他就把騎士王當成失憶的貞德來看待。
在冬木市的一家四口兇案現場中被雨生龍之介無意間召喚出來以後，兩人的恐懼及殺人的癖好志趣相投，一邊自行準備聖盃戰爭同時不斷拐帶兒童並虐殺。
聖杯戰爭開始後，從水晶球中觀看Saber與Lancer的戰鬥，並誤認Saber為聖女貞德。在親身迎接Saber但被拒絕以後，認定上帝禁錮著貞德而決定生祭更多兒童。更因虐殺行為太張揚而被教會命令各陣營圍攻Caster陣營。
在黑森林內與小孩玩捉迷藏，成功引誘Saber出來應戰，並企圖以魔物的觸手活抓Saber。但因為Lancer的出手解救，加上兩人聯手對抗Caster而被迫撤退。工房被Rider摧毀後一度萬念俱灰，這時得到龍之介的啟發而展開了未遠川暴走事件，並利用魔導本召喚了巨大海魔而引起岸邊居民的注意。
在未遠川一戰中，因利用魔導本召喚巨大海魔使眾英靈陷於苦戰。在Saber恢復左手後，就被誓約勝利之劍連同海魔一起被轟殺。死前回憶自己與貞德作為騎士的榮耀，並感嘆自己走了多年歪路。
職階技能：
- 阵地作成：Ｂ

身为魔术师，更容易制造对自己有利的阵地。可以形成“工房”。
- 道具制造：－

作为宝具拥有召唤能力的代价，失去制造道具的能力。
固有技能：
- 精神汙染：A

因为本身已经精神错乱，所以有很高几率能屏蔽其他精神干涉系魔术。但无法与受到同等级精神污染之外的对象进行交流。
- 藝術審美：E-

对艺术作品、美术品的执着。在看到有着艺术面的传说的宝具时，有很低的概率能看破其真名。
持有的寶具：
- 螺湮城教本（Prelati's Spellbook）

等級：A+
性質：對軍寶具
——用人皮装订的魔导书。能够召唤并使役深海的水魔类。这本书自身有着作为魔力炉的机能，能够与术者的魔力无关，行使大魔术·仪式咒法等级的魔术。
Assassin（配音：女性 － 阿部彬名／豊崎愛生、男性 － 川村拓央／德本英一郎／高間陽一郎／図師晃佑／島崎信長／村上裕哉／松本忍／佐佐木啓夫／山本格／野坂尚也／佐佐木義人／桑畑裕輔／野間田一勝（日本）；女性 － 傅暐霖、男性 － 鍾少庭／孫誠／林谷珍／何志威／黃天佑（台灣）；女性 － 顏頌怡、男性 － 黃龍傑／嚴鎮華／杜景煜（香港））
真名為十字軍東征時期中東暗殺教團阿薩辛派的首領·山中老人－哈桑·薩巴赫，中東暗殺組織首領「百貌的哈桑」。
本身具有多重人格，而每一個人格都被視為獨立靈魂顯現，成為以軍團為單位被召喚的奇特英靈，可以利用人數與「氣配遮斷」來進行收集情報的活動，其願望是希望人格統一。
聖杯戰爭一開始被綺禮下令潛入遠坂家宅抵暗殺時臣，在潛入途中被Archer的王之財寶所殺，其實真正的目的是為了用Assassin已死的假象來欺騙其他組別藉此放鬆戒心，同時也為了彰顯英雄王的強大，被殺死的只是一個不值一提的存在，總體來說無傷大雅。
在這之後作為Servant協助遠坂陣營蒐集情報，大致上不與其他英靈正面作戰。雖然協助遠坂陣營蒐集其他英靈的情報，但在故事初期蒐集關於Rider和Caster的情報時一無所獲。
在三王會談中，時臣為了逼出Rider的王牌指示綺禮用令咒命令剩下的Assassin襲擊Rider，原本靠人數佔優勢的Assassin卻反而在Rider的王之軍勢的掃蕩之下而全數被消滅。
扎伊德（配音：川村拓央（日本）；鍾少庭（台灣）；黃龍傑（香港））
曾單身潛入遠坂府邸，最後死於Archer的亂箭之下。《拜託了！愛因茲貝倫諮詢室》最初的諮詢來賓。
第一個出場的人格，按照其中一名女性人格所述，該人格算是所有人格中最弱的。
Assas子（配音：阿部彬名（日本）；傅暐霖（台灣）；顏頌怡（香港））
少有的女性人格之一。原作中出場次數最多，最具代表性的人格。
迷你Assassin（配音：豊崎愛生（日本））
少有的女性人格之一。這個人格的用途是作為無辜的人混進對手的陣營。
職階技能：
- 气息切断：A+

完全切断气息后几乎不可能被发现。但在自身转入攻击态势时气息切断的等级会大幅下降。
固有技能：
- 藏知的司書：C

通过多重人格将记忆分散处理。幸運判定成功后，在就算无法理解的场合也可以将过去获得的知识、情报明确地再现于记忆中。
- 百技精通：A+

通过多种人格的随意切换将专业技能的使用分开。战术、学术、隐秘术、暗杀术、诈术、话术等总共32种专业技能，都能发挥出B级以上的熟练度。
持有的寶具：
- 妄想幻象（Zabaniya）

等級：B+
性質：對人寶具
单一个体当中存在着多个独立的灵魂，将自身的灵体潜力细分化后，可以多个Servant的方式现界。最多可分裂成80人。并且有可能会出现无意识的自我。
Berserker（配音：置鮎龍太郎（日本）；何志威（台灣）；【now】楊啟健／【港視】邓灿阳（香港））
真實身份為－蘭斯洛特，是亞瑟王的圓桌騎士團的成員之一，為身穿黑色盔甲的騎士。
由於狂化的關係，雁夜無法完全控制他的行動，對亞瑟王異常地執著。在與亞瑟王的妻子桂妮薇兒有了關係之後才得知亞瑟王是女人的事實，因而產生罪惡感，對聖杯許下的願望就是讓亞瑟王親手制裁他。
戰爭末期與亞瑟王戰鬥並顯露出他的真身，連亞瑟王都因而驚訝。最後因為拿出無毀的湖光（Arondight）使得耗魔量大幅提升，雁夜承受不了而使得蘭斯洛特被亞瑟王擊敗並恢復理智。消失前告訴Saber自己的心願，但也讓Saber懊悔自己為何成為「不懂人心」的亞瑟王。
以Servent的實力來說，就連言峰綺禮都覺得讓他擔任Berserker職位過於浪費，如果沒有狂化的話，以寶具和資質都有成為三騎士的潛力。
職階技能：
- 狂化：C

升除幸运与魔力之外的能力等级，但失去语言能力，也无法进行复杂的思考。
固有技能：
- 對魔力：E

帶著抗魔的指環而擁有對魔力的技能，但是因為狂化的關係而被削弱，現代的魔術師都可以對其造成傷害。不能够无效化魔術，只能多少降低一些伤害值。
- 精靈的加護：A

受到来自精灵的祝福，在危险的局面中能够化险为夷的能力。只能在建立了武勋的战场上发动。
- 無窮的武練：A+

曾在某个时代到达堪称举世无双程度的武艺。由于心技体的完全合一，不管在何种精神制约影响下都能发挥出完全的战斗能力。
持有的寶具：
- 不為一己之榮光（For Someone's Glory）

等級：C
性質：對人寶具
距離：1
最大捕捉：30人
能够隐藏自身状态的能力。兰斯洛特在多次冒险中都使用变装，隐藏着身分赢得了胜利的荣誉，这正是那个故事具现化的能力。
- 騎士不死於徒手（Knight's Owner）

等級：A++
性質：對人寶具
距離：0
最大捕捉：1人
蘭斯洛特曾使用榆樹枝打贏一名正規騎士，是這個故事的具現化。只要蘭斯洛特認定手上的東西是武器，就能赋予手上的武器予自己宝具的属性并使用。无论怎样的武器、兵器，在落入兰斯洛特之手时成為相当于D级的宝具，如果是原等级在那之上的宝具的话，则保留原有等级置于蘭斯洛特的支配之下。
- 無毀的湖光（Arondight）

等級：A++
性質：對人寶具
距離：1～2
最大捕捉：1人
原是與誓約勝利之劍成對的寶劍，由於蘭斯洛特使用此劍斬殺同為圓桌騎士團的成員而讓此劍墮落為魔劍。封印其他宝具才首次解放的兰斯洛特的真正宝具。拔出这把剑的时候，兰斯洛特全部的能力值上升一个等级，而且全部的ST判定成功率变成2倍。由于有打倒过龙的故事，持有龙属性的英灵将会受到追加伤害。
- 各從者的能力參數：

| 職階      | 力量 | 耐久 | 敏捷 | 魔力 | 幸運 | 寶具 |
| --------- | ---- | ---- | ---- | ---- | ---- | ---- |
| Saber     | B    | A    | A    | A    | D    | A++  |
| Archer    | B    | B    | B    | A    | A    | EX   |
| Lancer    | B    | C    | A+   | D    | E    | B    |
| Rider     | B    | A    | D    | C    | A+   | A+   |
| Caster    | D    | E    | D    | C    | E    | A+   |
| Assassin  | C    | D    | A    | C    | E    | B    |
| Berserker | A    | A    | A+   | C    | B    | A    |

## 切嗣過去的相關者
夏蕾（Shirley）　配音：高垣彩陽（日本）；雷碧文（台灣）；【港視】石梓晴（香港）
暱稱夏蕾。一位住在艾明美戈島才華洋溢的少女，年紀比切嗣大四歲。島上唯一親近矩賢的人，切嗣也因為夏蕾的緣故，在島上交了很多朋友，感受到許多溫情。
因為本身稍為有些魔術天分而被矩賢選為助手，在矩賢身邊學習魔法和照顧衛宮父子，自認為比較像打雜。一直被告誡不要接近衛宮家，但還是很希望矩賢的研究能被大家認可。在夏日的小河邊，問了切嗣「你將來想成為什麼樣的大人呢？」「你以後會獲得改變世界的力量，那時候你會怎麼使用呢？」，當時切嗣只說要保密，於是她說「那讓我親眼見證長大後的凱利(切嗣的暱稱)要做什麼吧，在那之前我會一直待在你身邊的」可說是衛宮切嗣的初戀情人。
然而卻因為出於想要讓矩賢的研究成果被大家認可的想法，而私自偷走並嘗試了衛宮矩賢研究的藥物，不完全死徒化（動畫版為第一位感染者），也造成整個島上因大量死徒化而滅亡。在還僅存一些意識的情況下將作為護身符的短劍丟給切嗣要他殺了自己，但切嗣沒有照做而是逃走，等到切嗣帶西蒙神父回來時她已不知去向，從此下落不明，但因島嶼最後被聖堂教會和魔術師摧毀，推測她也一併遭到殺害。
在劇末切嗣生命已所剩無幾的最後幾年，他再度回想起夏蕾的話「你將來想成為什麼樣的大人呢？」，這時候的切嗣才給了明確的答案「我想成為正義的夥伴」但那時切嗣已油盡燈枯，並且因為這個理想在現實中難以達成而心灰意冷，不久後即死亡，遺言最終被士郎繼承。切嗣之所以將愛麗絲菲爾稱呼為「愛麗」就是受她的影響。在他晚年遇到的藤村大河也因身上有夏蕾的影子，而受到一些切嗣的寵愛。
娜塔莉亞·卡明斯基（Natalia Kaminski，配音：渡邊明乃（日本）；傅暐霖（台灣）；曾月娥〈now〉／朱碧怡〈港視〉（香港））
獨來獨往的魔術師獵人，不屬於魔術協會，作風是搶在協會專屬的執行者前奪走獵物再用高價轉賣出去這種惡質的方式。
雖然打著「封印指定執行者」這樣響亮的名號，但是貨真價實的封印指定是非常稀有的存在，執行者找到這種大目標的機會十年不知道有沒有一次，更何況是接受外包的自由魔術師想以此為生是很困難的，所以她事實上大多的目標只是逃脫魔術師規範的外道魔術師而已。雖然是魔術師，不過亦不討厭和排斥使用槍械之類的現代化武器。因為數代前的祖先是夢魔，雖然沒有不老和再生能力，但有超人的運動神經，另外還有經由吸精作為儲藏魔力支援的特殊能力。
艾明美戈島事件后將衛宮切嗣養育長大，並教會他一切魔術師獵人的技術。雖是為了橫財不擇手段的貪心者，不過也是財富不會留過隔天的豪爽享樂主義者，對於正值多愁善感年齡的男孩來說是個在倫理面上有許多問題的保護者。雖然對年輕的切嗣作出許多性騷擾行為，不過從沒做過太超過的事，這是因為有一點真正的愛戀之情存在，是位會將這份少女心藏在心中的大姐。
在暗殺「魔蜂使者」奧德·波爾扎克的任務中，雖然成功在客機上暗殺目標，但因為失誤而導致除了自己以外整架飛機三百名機組及乘客全員成爲食屍鬼，於紐約機場迫降前被在陸地待命的衛宮切嗣使用肩扛式FIM-92刺針飛彈連人帶客機一同擊落、葬生大西洋。可以說是真正養育衛宮切嗣成長的人，對切嗣來説猶如母親一般的存在。
和『空之境界』中的蒼崎橙子抽同一牌子的香菸。
衛宮矩賢（配音：千葉一伸（日本）；何志威（台灣）；黃志明〈港視〉（香港））
衛宮切嗣的父親。把特化成操作體內或小因果時間的家傳魔術，在第四代這種相較之下較淺的世代昇華為封印指定等級的天才。諷刺的是，封印指定的魔術就是由他創造的。花了20年以上的時間躲避魔術協會的追蹤，最後躲藏在南國的小島。他的妻子雖然死在魔術協會的追兵手中，不過當時出生才不久的切嗣並沒有那段經過的記憶。
在不被世界干涉的固有結界中，加速或停止時間的流動雖是衛宮家的魔術，但矩賢將其研究透徹，能在將抵抗幾乎降為零的極小結界中，讓時間的流動無限加速，觀測宇宙的終焉並企圖到達之後理應會出現的根源。雖然理論本身十分有機會，但要完成實驗仍然需要數百年的時間，為了解決壽命問題，他在不得已之下開始摸索死徒化的手段。結果因此引發的慘劇，因爲食屍鬼擴散招來教會代行者及協會的魔術師將村莊屠戮殆盡，自身也被衛宮切嗣親手射殺。
西蒙（配音：福松進紗（日本）；林谷珍（台灣）；梁志達〈港視〉（香港））
在艾明美戈島教會的神父。有著溫和的個性，但對於外來的衛宮家有所警戒，同時勸告經常出入衛宮家的夏蕾不要再接近他們。在夏蕾感染成為食屍鬼後，切嗣求助於西蒙神父，西蒙意識到事態嚴重而通知聖堂教會要求援助。但通報的過程中情報被洩漏，結果除教會的代行者消滅死徒外，被魔術協會派來的魔術師為獨佔秘密及消滅證據而放火燒村。
而在電視版中，西蒙神父到外通知及警告村民時，被食尸鬼所襲擊而成為食尸鬼；其後被娜塔莉亞所射殺。
奧德·波爾扎克（配音：坂卷學（日本）；何志威（台灣））
號稱「魔蜂使者」，是一個利用一種改造過的蜂作為使魔，來增加食屍鬼數量的魔術師。他很有可能是通過魔術研究將自己改造成了死徒。曾被娜塔莉亞執行獵殺，但在娜塔莉亞手中成功逃脫，因此娜塔莉亞認為他不是等閑之輩。由於他以及他的使魔死徒蜂危害巨大，甚至讓他之前待過的城市完全毀滅，因此不管是魔術協會還是聖堂教會都想將他除之而後快，因為身負高額懸賞而再次成為魔術師賞金獵人娜塔莉亞的目標。
趁著奧德將乘坐飛機從巴黎飛往紐約無法將蜂隨身攜帶的機會，娜塔莉亞和衛宮切嗣展開了對奧德的捕獵行動，娜塔莉亞乘上了奧德所乘坐的從巴黎飛往紐約的A300航班將奧德抹殺，隨後娜塔莉亞動手將行李艙裏裝有死徒蜂的箱子燒光。
科爾奈利烏斯·阿魯巴
魔術師，隸屬倫敦的魔術協會「鐘塔」，蒼崎橙子與荒耶宗蓮求學時期的同學。阿格里帕·馮·內特斯海姆的直系子孫。鐘塔中部組織“修本海姆修道院”的下任院長。同世界觀作品「『空之境界』第五章 矛盾螺旋」中登場角色之一。
『Fate/Zero』動畫第十八集，年輕的阿魯巴帶頭魔術協會魔術師殲滅了衛宮切嗣遭死徒化感染的故鄉。
詳細資料可參考「空之境界人物列表」。

## 英靈們的相關者
格妮薇兒
亞瑟王（Saber）之妻。
莫德雷德
亞瑟王（Saber）與姐姐摩高斯的兒子，身為圓桌武士的一員。
在《Fate/stay night》動畫第1作中亦有登場；隨後的《Fate/Apocrypha》中以紅之陣營的Saber身分登場；而在《Fate/Grand Order》中亦沿用《Fate/Apocrypha》的資料登場。
恩奇杜（配音：高橋伸也〔廣播劇CD〕（日本））
吉爾加美什（Archer）唯一無二的朋友。
在小說《Fate/strange Fake》和手機遊戲《Fate/Grand Order》之中以「Lancer」的職階登場，寶具為「人子啊，繫留諸神吧」。
格蘿妮婭（配音：中川里江（日本）；雷碧文（台灣））
迪爾姆德（Lancer）之真正的妻子（愛人）。在與芬恩的婚禮上見到迪爾姆德並愛上他。這位年輕的女性對年老的芬恩並無什麼興趣，於是格蘭尼對迪爾姆德施放一個誓約，強迫迪爾姆德在阿格斯的幫助下與她私奔。在這期間，怒火中燒的芬恩派出了許多追殺者去搜捕這對苦命鴛鴦，但每次都被迪爾姆德殺死或擊退。阿格斯也盡力去幫助他們兩人躲避芬恩的爪牙。
芬恩·麥克庫爾（配音：楠見尚己（日本）；黃天佑（台灣））
費奧納戰士團頭領。是格蘿妮婭的未婚夫。
在手機遊戲《Fate/Grand Order》之中以「Lancer」的職階登場，寶具為「無敗紫靫草」。
康馬克王（配音：大木民夫（日本）；何志威（台灣））
格蘿妮婭的父親。
聖女貞德
英法百年戰争英雄「救國的聖處女」。是個素樸又溫順的十六歲女子。 吉爾·德·萊斯（Caster）的愛慕之人。在Caster死前曾出現在其幻象內。
在《Fate/Apocrypha》，為被聖杯戰爭本身所召喚的第15位英靈，以「Ruler」的職階登場，有著正確管理聖杯戰爭的職責，寶具為「吾主在此」和「紅蓮之聖女」。
在《Fate/Grand Order》，再度以「Ruler」的職階登場；另外也出現其黑化版本「Avenger」——聖女貞德〔Alter〕，這時的寶具為「咆哮！我的憤怒」、和黑化聖誕少女版本「Lancer」——貞德·〔Alter·Santa·Lily〕，這時的寶具為「優雅地謳歌吧！為這聖誕」。

## 冬木市的居民們
格倫·麥肯齊（Gleen McKenzie，配音：西川幾雄（日本）；林谷珍（台灣）；【港視】梁志達（香港））
住在日本的澳洲裔加拿大籍的老人。與家人來到冬木市開設貿易公司，並長期居住於冬木市。於貿易公司退休之後，老年於英語語言學校兼職英語教師，兒子克里斯與其家人都已返回加拿大。被韦伯下了催眠暗示，讓他把韦伯當成自己孫子而住進自己家中，雖然在聖杯戰爭末期時暗示被意外地破除，即使如此還是將韦伯視如己出。
瑪莎·麥肯齊（Martha McKenzie，配音：峰敦子（日本）；雷碧文（台灣）；【港視】黃鳳英（香港））
格倫·麥肯齊的妻子。
琴音（配音：瀨戶麻沙美〔廣播劇CD－小林桂子〕（日本）；傅暐霖（台灣）；【港視】楊婉潼（香港））
遠坂凜的小學同學。被班上男孩欺負的時候，凜都會出面幫助她。在凜與親生妹妹櫻分別的最傷感日子裡，給了她最大的安慰，後來被雨生龍之介綁架。
小說中遠坂凜試圖拯救她，但最終沒有成功，琴音被殺害，連遠坂凜自己都差點死掉，後來被雁夜救回。動畫中則被遠坂凜救回，後來遠坂凜受到襲擊時被雁夜所救，雁夜並將凜送還給葵。
仰木（配音：井上剛（日本）；林谷珍（台灣）；【港視】嚴鎮華（香港））
日本航空自衛隊的一等空尉。因「海魔」引發的騷動，應冬木市警察要求駕駛F-15J戰鬥機到冬木市進行確認。之後被Berserker支配了戰機使其寶具化，在駕駛艙內承受不了加速度而死亡。
小林（配音：奥村翔（日本）；鍾少庭（台灣）；【港視】黃龍傑（香港））
日本航空自衛隊的三等空尉。跟隨仰木駕駛F-15J戰鬥機到冬木市。其後在近接以確認「海魔」時被海魔吞噬。
藤村大河（配音：伊藤美紀（日本））
穗群原學園的女學生。不在正篇裡登場，不過被設置在設定資料集中。藤村家是在冬木市是首屈一指的黑道大族和地主，聖杯戰爭後成為士郎在冬木市的實際監護人，動畫最後一集在背景出現。
弟子O號（配音：金元壽子（日本））
衛宮士郎（配音：野田順子（日本）；李明幸（台灣）；【港視】朱慧珊（香港））
《Fate/stay night》的主人公。於第四次聖杯戰爭結束後，言峰崎禮使用聖杯後引起的災害中，唯一被切嗣救活的男孩。